# تويرتون بارك
ملعب كرة القدم تويرتون بارك (باللغة الانجليزية Twerton Park) يقع في تويرتون، باث، إنجلترا. يتم استخدامه حاليًا لمباريات كرة القدم وهو الملعب الرئيسي لنادي باث سيتي. من 1986 إلى 1996 لعب بريستول روفرز هناك بعد رحيلهم من إيستفيل. اعتبارًا من عام 2020، أصبح الملعب أيضًا الملعب الرئيسي لنادي سيدات بريستول سيتي. تقلص سعة الملعب إلى 3,528 شخصًا، مع 1,066 مقعدًا.

## التاريخ
افتتح الملعب في 26 يونيو 1909 باسم إينوكس بارك على الأرض التي تبرع بها توماس كار. واشتمل حفل الافتتاح على عروض من الأدباء وغناء تراتيل وكلمة رئيس مجلس الأبرشية.
أصبح ملعب تويرتون بارك أرضاً لنادي باث سيتي في عام 1932. بعد انتقال نادي باث من الجانب الشرقي من المدينة في لامبريدج، سابقًا لعب النادي في تويرتون في ملعب بلفوير كاسل لمدة تسعة عشرعامًا من عام 1900 إلى عام 1919، وضع المجتمع الأعلام والرايات على طول هاي ستريت "للاحتفال بعودة كرة القدم إلى المنطقة ". في الأربعينيات من القرن الماضي، كان تويرتون بارك في نقاش مكثف للتوسع، بسعة 40,000،  بهدف أن يصبح؛ "ملعب يليق بالمدينة والغرب". تم تسجيل حضور قياسي 18,020 في عام 1960 في مباراة التي لعبها ضد برايتون أند هوف ألبيون. بين عامي 1986 و 1996، تقاسم باث سيتي الملعب مع بريستول روفرز، الذي كان أحد أندية كرة القدم. في عام 1990، تعرض المدرج لأضرار جسيمة من قبل مثيري الشغب في مدينة بريستول، وأدين سبعة منهم لاحقًا بتهمة الحرق العمد. بلغت تكلفة إعادة بناء المدرج الرئيسي 800,000 جنيه إسترلين. لعب روفرز بشكل ملحوظ مع ليفربول في كأس الاتحاد الإنجليزي في 5 فبراير 1992. استضافت الأرض الملعب أيضًا فريق باث، الذي كان فريقًا محترفًا بدوام كامل يلعب في الدوري الجنوبي الوطني حتى استقالته في نهاية موسم 2008-09.
في نهاية موسم 2011-12 عرض النادي حقوق التسمية على تويرتون بارك مقابل 50 جنيهًا إسترلينيًا فقط. اجتذب العرض 167 مشاركة من أماكن بعيدة مثل الولايات المتحدة وأستراليا والنرويج وسنغافورة مما جمع 8,350 جنيهًا إسترلينيًا للنادي. تتكون الشركات من 58 من الإدخالات مع اعتبارعدد قليل فقط من الإدخالات الشخصية المتبقية غير مناسبة. كانت المشاركة الفائزة التي تم سحبها عشوائيًا هي ماي داي ترست، وهي منظمة خيرية تساعد في إعادة توطين الأشخاص المعرضين للخطر.
عقدت محادثات في الماضي بين باث رجبي وباث سيتي حول تقاسم أرضية الملعب، حيث يرغب الفريق السابق في الابتعاد عن  ميدان أرضه، على الرغم من عدم وجود شيء من هذا القبيل. بعد استقالة رئيسة مجلس الإدارة ماندا ريجبي، ادعت أن النادي بحاجة إلى الابتعاد عن تويرتون بارك "للحفاظ على موارده المالية".

## الهياكل والمرافق
حتى أواخر الثمانينيات من القرن الماضي، كانت سعة الملعب 20 ألفًا. على الرغم من أن تويرتون بارك حاليًا لديه سعة مخفضة مؤخرًا تبلغ 3,528 ، 1,006 منهم مقاعد. ومع ذلك، تبلغ السعة االفعلية حوالي 8,800. يتكون ملعب تويرتون بارك من أربعة مدرجات رئيسية:
- المدرج في جهة الشمال والذي يضم غالبية المقاعد.
- باث إيند في جهة الشرق، الأصغر من بين الأربعة أجنحة.
- التراس الجنوبي، المعروف تاريخيًا باسم "الجانب الشعبي"، مقابل المدرج الكبير، موطنًا لدعم النادي الأكثر صخباً.
- بريستول إند في جهة الغرب، هو الطرف البعيد المحدد عند تطبيق الفصل العنصري.

يتم التحكم في مدخل الملعب بواسطة بوابات الدّوارة التقليدية. يقع البارالرسمي للنادي خارج الاستاد في ساحة انتظارالسيارات بجوار المدرج، وأطلق عليه اسم "تشارليز" تكريماً لهدف الهداف القياسي في نادي باث تشارلي فليمنج. في 2 أغسطس 2022، أعلن النادي عن افتتاح بار بين باث إند وساوث تراس.

## إعادة التطوير
يتم حاليًا تجهيز ملعب تويرتون بارك لإعادة تطويره. في البداية، أجرى النادي مناقشات مع شركة الاستثمار الخاصة جريناكري كابيتال التي كانت ترغب في بناء سكن طلابي على الأرض المجاورة.
كانت اتفاقية باث ستي أن تتنازل عن جزء من أرضها لشركة جريناكري، مقابل أن تبني للنادي مدرجًا ومرافق جديدة، والتي ستشمل مساكن بأسعار معقولة، بار رياضي، صالة رياضية، مكاتب، ومساحة مجتمعية.
خطط النادي أيضًا لتحويل سطح الملعب إلى سطح اصطناعي من الجيل الثالث (ج3). في مارس 2020، تم رفض هذه الخطط.
في كانون الأول (ديسمبر) 2020، أعلن النادي أنه لن يستأنف القرار ولكنه كان يعمل مع جريناكري والمجلس والشركاء الآخرين لإنشاء نسخة مصغرة من الخطة الأصلية.

## الروابط الخارجية
- إعادة تطوير تويرتون بارك
- موقع باث سيتي لكرة القدم
- موقع المجتمع تويرتون| - ع - ن - ت نادي بريستول روفيرز – المدربون                                                                                                                                                                                                                                                                                                                                                                                                                                                                                                                                                                                                                                                                                                                                                                                                                                                                                                                                                                                            | - ع - ن - ت نادي بريستول روفيرز – المدربون |
| --- | ------------------------------------------ |
| - Homer (1899–1920) - بن هول (1920–21) - أندرو ويلسون (لاعب كرة قدم بريطاني) (1921–26) - Palmer (1926–29) - McLean (1929–30) - Prince-Cox (1930–36) - بيرسي سميث (لاعب كرة قدم) (1936–37) - Fletcher (1938–50) - Tann (1950–68) - فرد فورد (لاعب كرة قدم) (1968–69) - بيل دودغين (1969–72) - Megson (1972–77) - R. Campbell (1977–79) - Jarman (1979–80) - تيري كوبر (1980–81) - Gingell (1981) - بوبي غولد (1981–83) - ديفيد وليام (1983–85) - بوبي غولد (1985–87) - جيري فرنسيس (لاعب كرة قدم) (1987–91) - مارتن دوبسون (1991) - Rofe (1991–92) - مالكوم أليسون (1992–93) - جون وارد (1993–96) - إيان هالواي (1996–2001) - جيري فرنسيس (لاعب كرة قدم) (2001) - غاري تومسون (لاعب كرة قدم) (2001–02) - Bater (2002) - راي غرايدون (2002–04) - Bater (2004) - كيفان برودهيرستc (2004) - إيان آتكينز (2004–05) - باول ترولوب (2005–10) - دارين باترسون (2010–11) - Penney (2011) - ستيوارت كامبل (2011) - Buckle (2011–12) - مارك ماكغي (2012) - جون وارد (2012–14) - داريل كلارك (2014–18) - غراهام كوغلان (2018–19) - Garner (2019–) |                                            |